# Circolo Sportivo Internazionale San Borja
Maillots
Le Circolo Sportivo Internazionale San Borja est un club péruvien de football disparu basé à Lima.

## Histoire
Apparu en 1986 lorsque l'Academia Cantolao, préférant se concentrer sur la formation de jeunes, décide de céder sa place au club qui prend alors le nom de Internacional Cantolao.
Champion de 2e division (appelée à l'occasion Intermedia A) cette même année, le club qui a entretemps adopté son nom de Internazionale San Borja joue son premier match de 1re division en mars 1987, sous les ordres de Juan José Tan, face au CNI d'Iquitos (résultat 0-0). Il joue en D1 durant cinq saisons d'affilée et finit par descendre en D2 fin 1991, victime de la réduction d'équipes en 1re division. 
En 1992, le club décide de ne pas jouer en D2 et finit par disparaître.

## Résultats sportifs

### Palmarès
- Championnat du Pérou D2 (1) :
  - Champion : 1986.

### Bilan et records
- Saisons au sein du championnat du Pérou : 5 (1987-1991).
- Saisons au sein du championnat du Pérou D2 : 1 (1986).

## Personnalités historiques de l'Internazionale San Borja

### Joueurs

#### Grands noms
Les internationaux péruviens Eugenio La Rosa, Martín Eulogio Rodríguez et Rubén Toribio Díaz  jouèrent pour le club durant ses années en D1. Ce dernier fut même entraîneur-joueur de l'équipe en 1989.

### Liste des entraîneurs
| - Gustavo Merino (1986) - Juan José Tan (1986-1988) - Humberto Castillo (1988) - José Chiarella (1988) - Percy Rojas (1989) - Luis Nieri (intérim) (1989) | - Rubén Toribio Díaz (entraîneur-joueur) (1989) - Máximo Carrasco (1990) - Rubén Toribio Díaz (1991) - Juan José Tan (1991) |